# Laeken

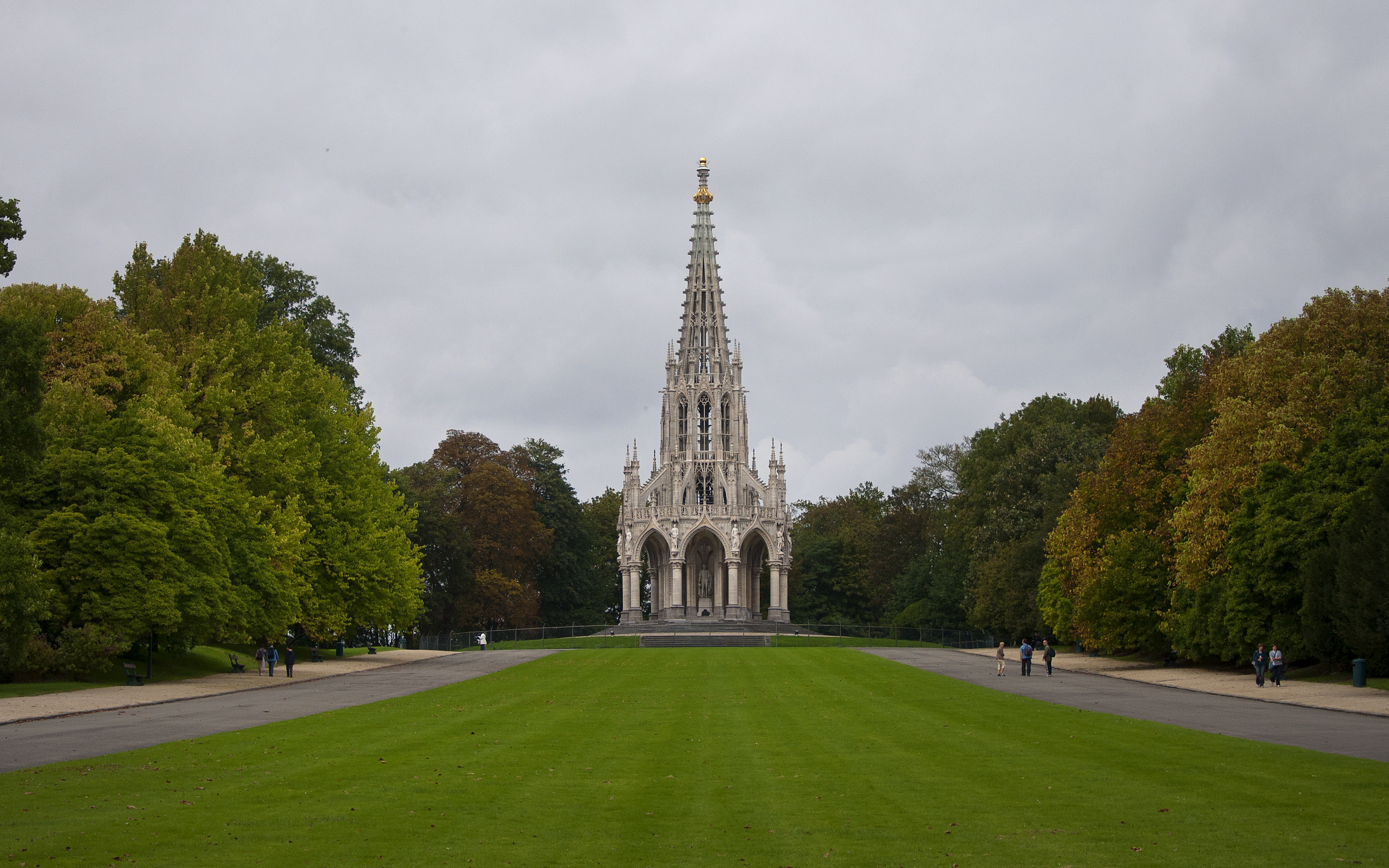
Estatua de Leopoldo I frente al Castillo Real de Laeken.

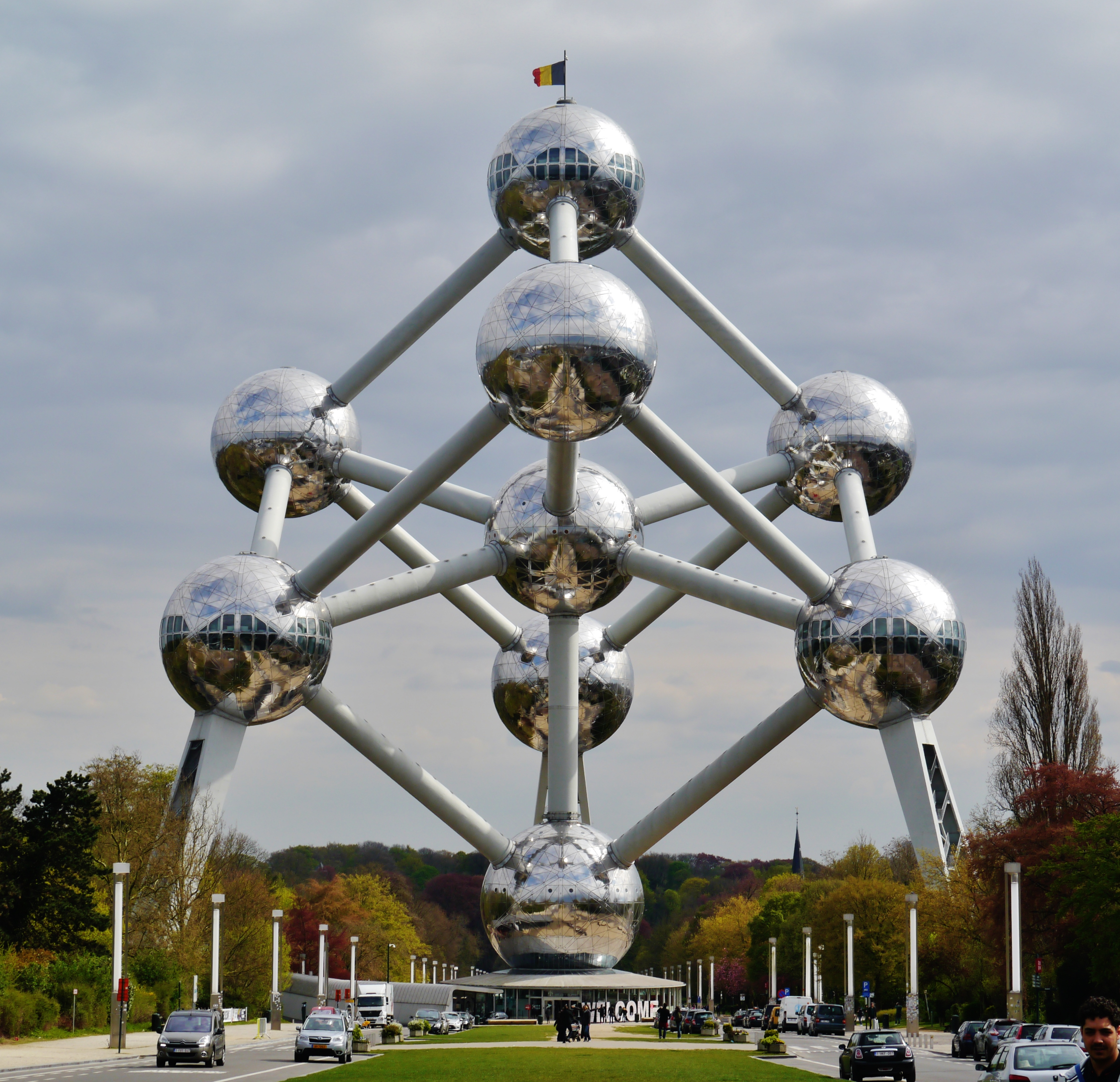
Atomium

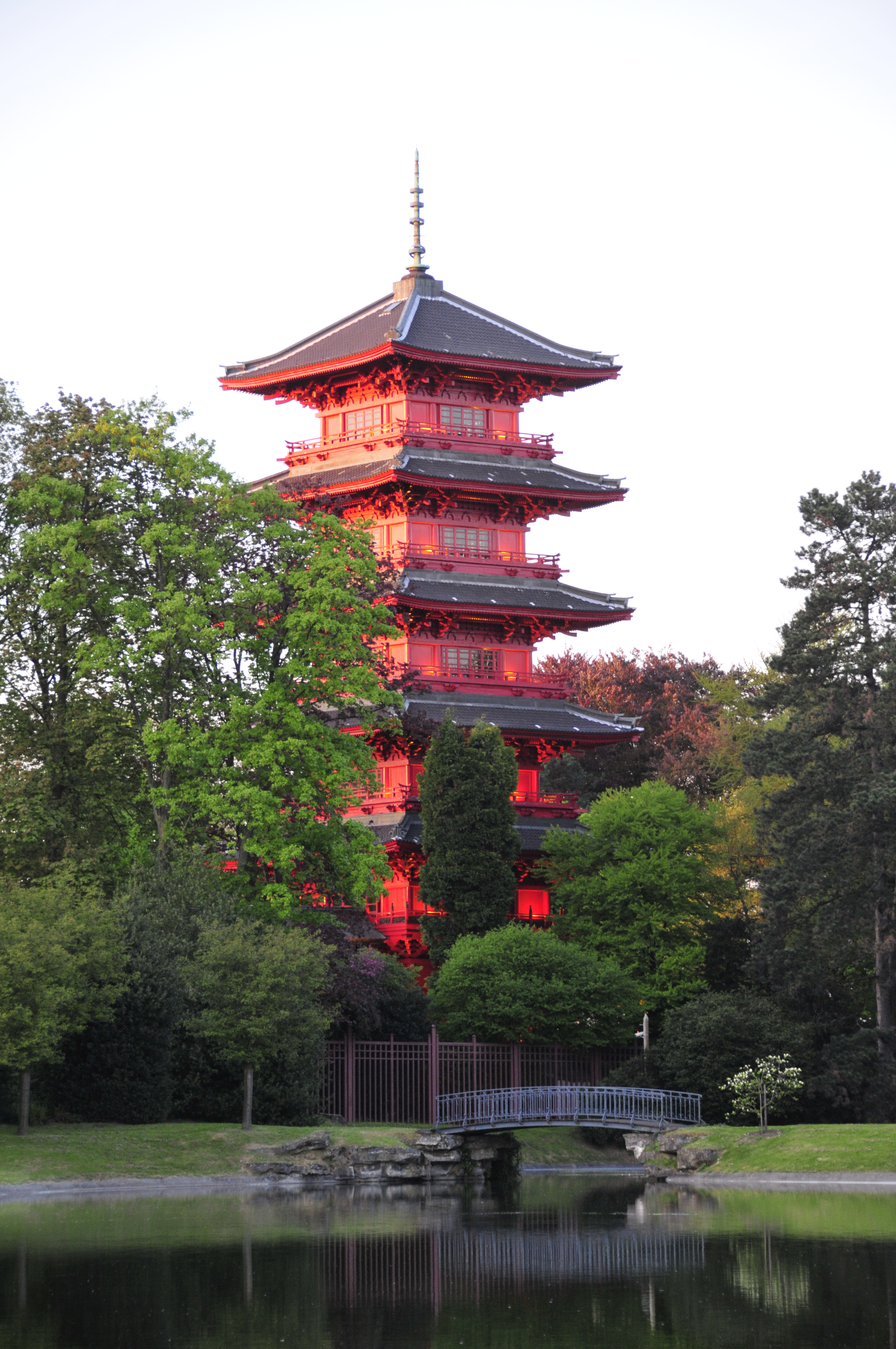
La torre japonesa en Laeken.

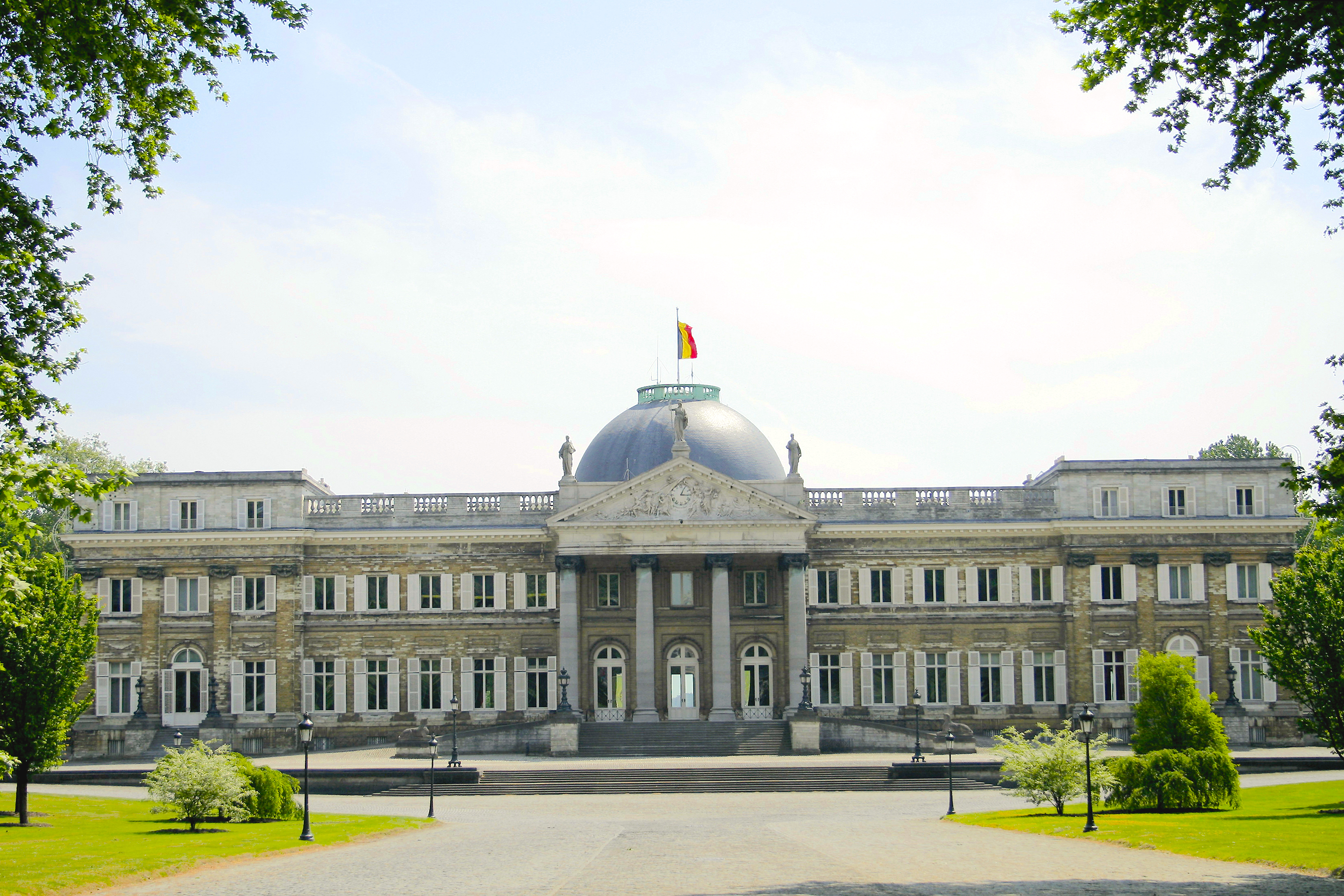
Castillo real de Laeken.

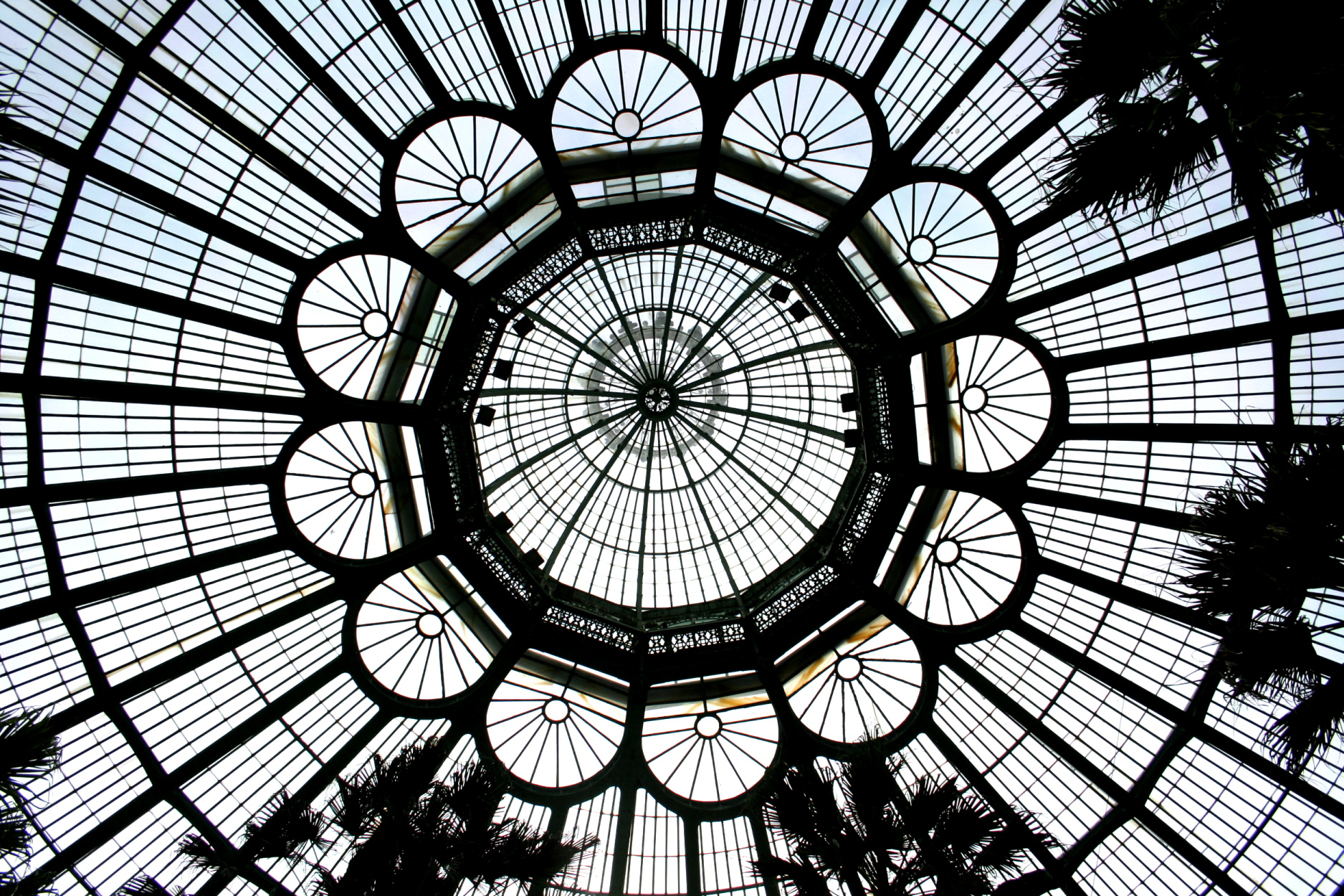
Reales invernaderos del Castillo Real, obra de Balat en Laeken.

Laeken (Laeken en francés o Laken en neerlandés y alemán) es un barrio residencial al noroeste de Bruselas (código postal: B-1020), Bélgica, que hasta 1921 era una ciudad independiente de la Región de Bruselas-Capital. Cuenta con seis estaciones de metro (Pannenhuis, Bockstael, Stuyvenberg, Houba-Brugmann, Heysel y Roi Baudouin), una biblioteca pública, un cementerio y otros edificios importantes, entre ellos el famoso Atomium, el parque de la exposición universal, Brupark (Kinépolis, Mini-Europe, Océade y The Village), la residencia de los duques de Brabante, los invernaderos reales de Laeken (abiertos unos pocos días al año, construidos por Alphonse Balat con ayuda de Victor Horta), la iglesia neogótica de Nuestra Señora.
Alberga también el Castillo Real de Laeken donde reside la familia real belga desde la ascensión del rey Leopoldo I y donde Napoleón I firmó la declaración de guerra contra Rusia.
El Castillo Real de Laken fue construido entre 1782 y 1784 por Charles De Wailly, en 1890 fue destruido parcialmente y restaurado por Charles Girault.

## Iglesia de Nuestra Señora de Laeken
Hacia el sur de los terrenos del Palacio Real, se halla la iglesia neogótica de Nuestra Señora. Iniciada como mausoleo para la reina Louise-Marie, mujer de Leopoldo I. Su arquitecto fue Joseph Poelaert, que había proyectado el Palacio de Justicia de Bruselas. La iglesia alberga en una cripta el panteón de la familia real belga. El cementerio que se halla detrás de la iglesia es conocido como el «Père Lachaise belga», ya que en él son enterrados los ciudadanos más ricos y famosos. En él se pueden ver las tumbas de Fernand Khnopff y María Malibrán.

### Monarcas enterrados en el panteón de Laeken
Todos los reyes belgas y sus consortes, así como algunos otros miembros de la familia real están enterrados en el Panteón de Nuestra Señora de Laeken. 
| Nombre                                            | Fechas    |
| ------------------------------------------------- | --------- |
| Leopoldo I                                        | 1790-1865 |
| Reina Luisa María, princesa de Francia            | 1812-1850 |
| Leopoldo II                                       | 1835-1909 |
| Reina María Enriqueta, archiduquesa de Austria    | 1836-1902 |
| Emperatriz Carlota de México, princesa de Bélgica | 1840-1927 |
| Alberto I                                         | 1875-1934 |
| Reina Isabel, duquesa de Baviera                  | 1876-1965 |
| Leopoldo III                                      | 1901-1983 |
| Reina Astrid, princesa de Suecia                  | 1905-1935 |
| Lilian, princesa de Réthy                         | 1916-2002 |
| Príncipe Carlos, regente del reino                | 1903-1983 |
| Balduino I                                        | 1930-1993 |
| Reina Fabiola                                     | 1928-2014 |